# Tawa (dinoszaurusz)
A Tawa (neve a hopi indiánok napistenére utal) a theropoda dinoszauruszok egyik neme, amely a késő triász korban élt. A becslés alapján a hossza két méter lehetett. E nemhez tartozóan 2004-ben egy részleges, fosszilizálódott csontvázat fedeztek fel, 2006-ban pedig két másik, majdnem teljes csontváz, valamint hat másik darabjai kerültek elő az új-mexikói Ghost Ranchen levő Hayden-lelőhelyen (amely a Chinle-formáció részét képező Petrified Forest-tagozathoz tartozik), egy körülbelül 215-213 millió éves kőzetrétegből. Ez a felfedezés jelentős, és azt jelzi, hogy a korai dinoszauruszok Gondwana ősi területének azon részén jelentek meg és kezdtek elterjedni, amely ma Dél-Amerikához tartozik. Az egyetlen ismert faj, a T. hallae típuspéldányáról 2009-ben Sterling J. Nesbitt és szerzőtársai készítettek leírást. A faj neve Ruth Hallra, a Ghost Ranch Őslénytani Múzeumot (Ghost Ranch Museum of Paleontology) megalapító őslénykutatóra utal.

## Felfedezés
A jelenleg a Tawának tulajdonított fosszíliák közül az elsőt 2004-ben fedezték fel. A GR 241 azonosítójú holotípus egy majdnem teljes koponya és egy koponya alatti (posztkraniális) csontváz, ami egy fiatal egyedhez tartozott. A lelőhelyen, ahol rátaláltak még legalább hét másik példány maradványai kerültek elő. Ezek egyike, a GR 242 szintén majdnem teljes. Egy különálló combcsont azt jelzi, hogy a felnőttek körülbelül 30%-kal nagyobbak voltak a holotípusnál. Ezek a példányok mind a Hayden-lelőhelyről származnak és 215–213 millió évesek. A Tawa hivatalos leírását egy amerikai kutatókból álló csoport végezte el 2009-ben, az Amerikai Természetrajzi Múzeumban (American Museum of Natural History) dolgozó Sterling J. Nesbitt vezetésével. Mikor a tanulmány megjelent a Science című folyóiratban, Nesbitt a Texasi Egyetemhez (University of Texas) tartozó Jackson School of Geosciences posztdoktorális kutatója volt.

## Osztályozás
A 2009-es leírás a Tawát a Coelophysisnél bazálisabb nemként helyezte el, a késő triász és kora jura korok theropodájaként. A Tawa azonban jóval fejlettebb a legkorábbi ismert dinoszauruszoknál, az Eoraptornál, a Herrerasaurusnál és a Staurikosaurusnál. A Tawa és más korai theropodák kladisztikai elemzése azt jelzi, hogy a Coelophysoidea, a korai dinoszauruszok csoportja mesterséges lehet, mivel a Tawa egyesíti a klasszikus coelophysoidea jellemzőket azokkal, amelyek a neotheropodákhoz viszonyítva ősinek tűnnek. A Tawát a Neotheropoda testvértaxonjának tartják, egy olyan húsevő dinoszaurusz csoport képviselőjének, amely a lábfejein még csak három működő ujjal rendelkezett.

## Fordítás
- Ez a szócikk részben vagy egészben a Tawa (dinosaur) című angol Wikipédia-szócikk ezen változatának fordításán alapul.  Az eredeti cikk szerkesztőit annak laptörténete sorolja fel. Ez a jelzés csupán a megfogalmazás eredetét és a szerzői jogokat jelzi, nem szolgál a cikkben szereplő információk forrásmegjelöléseként.

## Külső hivatkozások
- 'Tawa hallae – special report. National Science Foundation. (Hozzáférés: 2010. július 23.)